# WTA Worcester
Das WTA Worcester (offiziell: Virginia Slims of New England) ist ein ehemaliges Damen-Tennisturnier der WTA Tour, das in Worcester, Vereinigte Staaten, ausgetragen wurde.

## Siegerliste

### Einzel
| Jahr                   | Sieger              | Finalgegner          | Ergebnis       |
| ---------------------- | ------------------- | -------------------- | -------------- |
| 1986 (Jan.)            | Martina Navratilova | Claudia Kohde-Kilsch | 4:6, 6:1, 6:4  |
| 1986 (Nov.)            | Martina Navratilova | Hana Mandlíková      | 6:2, 6:2       |
| 1987                   | Pam Shriver         | Chris Evert          | 6:4, 4:6, 6:0  |
| ↓ Kategorie: Tier II ↓ |                     |                      |                |
| 1988                   | Martina Navratilova | Natallja Swerawa     | 6:74, 6:4, 6:3 |
| 1989                   | Martina Navratilova | Zina Garrison        | 6:2, 6:3       |
| 1990                   | Steffi Graf         | Gabriela Sabatini    | 7:6, 6:3       |

### Doppel
| Jahr                   | Siegerinnen                     | Finalgegnerinnen                   | Ergebnis      |
| ---------------------- | ------------------------------- | ---------------------------------- | ------------- |
| 1986 (Jan.)            | Martina Navratilova Pam Shriver | Claudia Kohde-Kilsch Helena Suková | 7:5, 6:3      |
| 1986 (Nov.)            | Martina Navratilova Pam Shriver | Claudia Kohde-Kilsch Helena Suková | 6:3, 6:1      |
| 1987                   | Elise Burgin Rosalyn Fairbank   | Bettina Bunge Eva Pfaff            | 6:4, 6:4      |
| ↓ Kategorie: Tier II ↓ |                                 |                                    |               |
| 1988                   | Martina Navratilova Pam Shriver | Gabriela Sabatini Helena Suková    | 6:3, 3:6, 7:5 |
| 1989                   | Martina Navratilova Pam Shriver | Elise Burgin Rosalyn Fairbank      | 6:4, 4:6, 6:4 |
| 1990                   | Gigi Fernández Helena Suková    | Mary Joe Fernández Jana Novotná    | 3:6, 6:3, 6:3 |